# アマンダ・ピートのピンクな気持ち/ワタシは、Hなオンナのコ
『アマンダ・ピートのピンクな気持ち/ワタシは、Hなオンナのコ』（原題：Whipped）は、ピーター・M・コーエン監督、アマンダ・ピート、ブライアン・ヴァン・ホルト、ジョナサン・エイブラハムズ、Zorie Barber、ジュダ・ドムケ出演の2000年のコメディ映画。

## あらすじ
3人の独身男性が、毎週日曜日に地元のレストランに集まり、お互いのセックスライフについて語り合っていた。
しかし、それぞれがミア（アマンダ・ピート）という美しい女性に恋をしたことで、毎週の儀式は試練となり、かつての強固な友情は危険にさらされることになる。

## キャスト
- ミア - アマンダ・ピート
- ブラッド - ブライアン・ヴァン・ホルト
- ベス - ベス・オストロスキー（英語版）
- エリック - ジュダ・ドムケ
- Zeke -Zorie Barber
- ジョナサン - ジョナサン・エイブラハムズ（英語版）
- リズ - カリー・ソーン（英語版）
- マリー - ブリジット・モイナハン

## 評価
本作は、Rotten Tomatoesで68件のレビューをもとにした総合的な支持率が13％、加重平均が3.17/10となっている。また、CinemaScoreの調査によると、観客の平均評価は、A+からFのスケールで「D+」となっている。